# Aucher-Schwertlilie

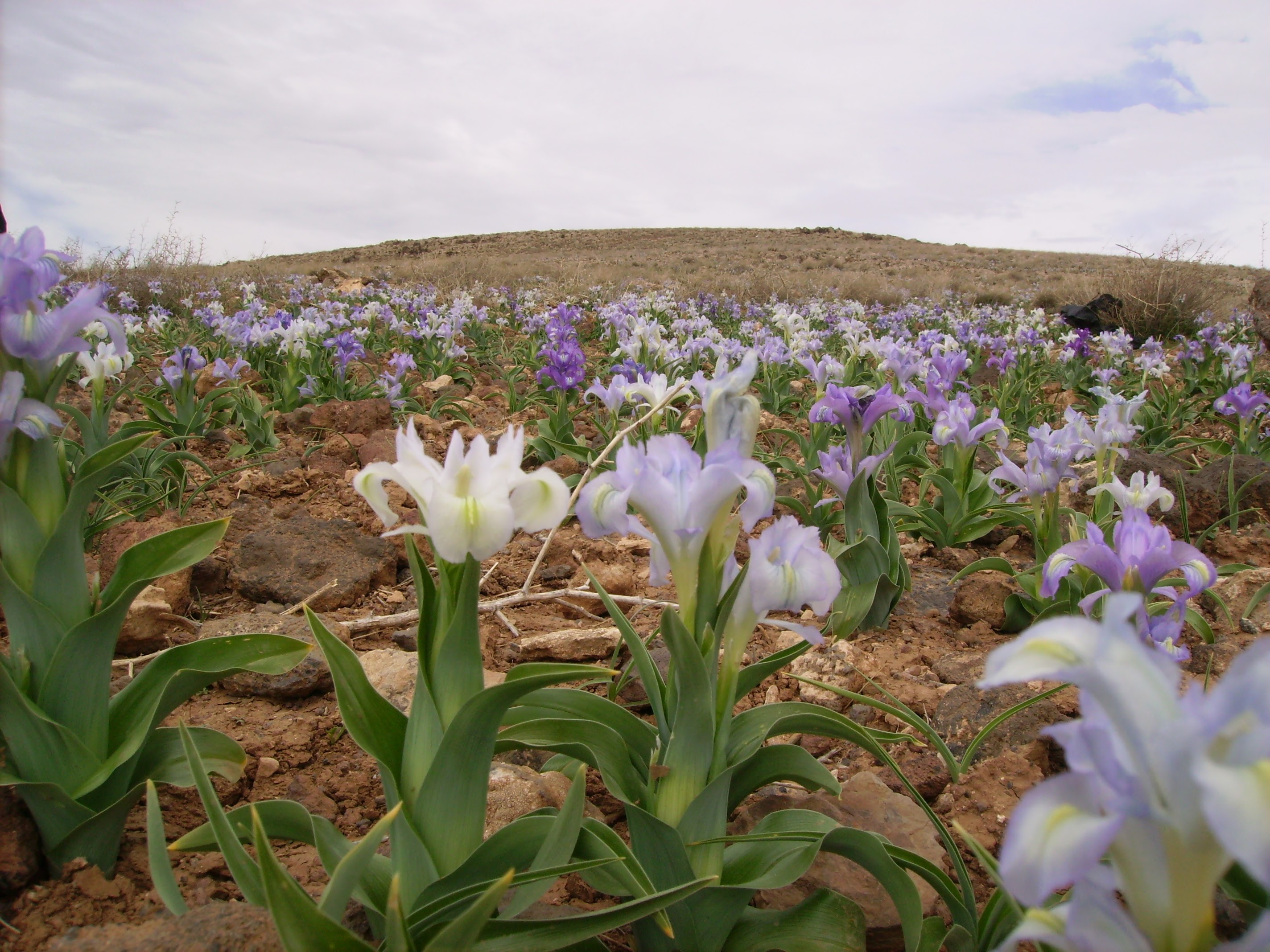
Aucher-Schwertlilien in Syrien

Die Aucher-Schwertlilie (Iris aucheri) ist eine Pflanzenart aus der Gattung der Schwertlilien (Iris) innerhalb der Familie der Schwertliliengewächse (Iridaceae).

## Merkmale
Die Aucher-Schwertlilie ist eine ausdauernde krautige Pflanze, die Wuchshöhen von 15 bis 40 Zentimeter erreicht. Dieser Geophyt bildet Knollen, die oft unzutreffend „Zwiebeln“ genannt werden, als Überdauerungsorgane. Die unteren Laubblätter am Grund sind bis zu 4,3 Zentimeter breit.
Die drei bis sechs Blüten weisen einen Durchmesser von 6 bis 7 Zentimeter auf. Sie sind meist blassblau gefärbt, können aber auch violett oder weiß sein. Der Nagel der Hängeblätter ist 2,0 bis 2,2 Zentimeter breit.
Die Blütezeit reicht von März bis April.
Die Chromosomenzahl beträgt 2n = 24.

## Vorkommen
Die Aucher-Schwertlilie kommt in der Südost-Türkei, im Nord-Irak, in Nordwest-Syrien, in Jordanien und im Nordwest-Iran in Höhenlagen von 550 bis 2100 Meter vor.

## Nutzung
Die Aucher-Schwertlilie wird selten als Zierpflanze in Alpinenhäusern genutzt. In Gegenden mit Weinbauklima ist sie auch im Freiland kultivierbar.